# بارت سومرز
بارت سومرز هو سياسي بلجيكي، ولد في 12 مايو 1964 في ميشيلين في بلجيكا. نشط حزبياً في Open Flemish Liberals and Democrats ‏.

## مناصب
- انتخب عضو البرلمان الفلمنكي ‏.
- انتخب mayor of a place in Belgium  [لغات أخرى]‏ ميشيلين.
- انتخب عضو مجلس النواب البلجيكي ‏.
- انتخب Minister-President of Flanders [الإنجليزية]‏ (11 يونيو 2003 – 20 يوليو 2004).